# Anyarozs
Az anyarozs vagy népies nevén varjúköröm a Clavicipitales rendbe tartozó Claviceps purpurea fitopatogén gombafaj szkleróciuma. A rozs és más pázsit füvek virágzatában élősködö anyarozsgomba szkleróciuma számos – az életfolyamatokat befolyásolni képes – alkaloidot tartalmaz. A Claviceps purpurea a gomba szárított áttelelő alakja – tehát a szkleróciuma – képezi azt a drogot, amely – gyógyszerészi latin nevén – Secale cornutumként  kerül forgalomba.

## Nevének jelentése
A magyar elnevezés a német Mutterkorn (anyamag) szó tükörfordítása. A német szóösszetétel előtagja eredetileg anyaméhet, méhlepényt, utótagja pedig gabonát, rozsot jelentett. A névadás azon alapul, hogy a magházon élősködő tömlősgombából kivont gyógyhatású anyag méhizomzat összehúzó hatású. Hasonló szóösszetételű nevet adtak a növénynek a hollandok (moederkoren) és a dánok (moderkorn) is.

## Történeti háttér
Bár közvetlen bizonyítékok nem állnak rendelkezésre de az orvostudomány történetével foglalkozó szakemberek feltételezik, hogy az ókori Görögország 4000 évvel ezelőtti eleusziszi misztériumai anyarozs által kiváltott hallucinációkkal hozhatók összefüggésbe. A legkorábbi hiteles – az anyarozs hatásairól szóló – beszámolókat kínai orvosi ajánlásokban találunk (Kr. e. 1100 körül) amelyekben annak szülészeti alkalmazásáról írnak.

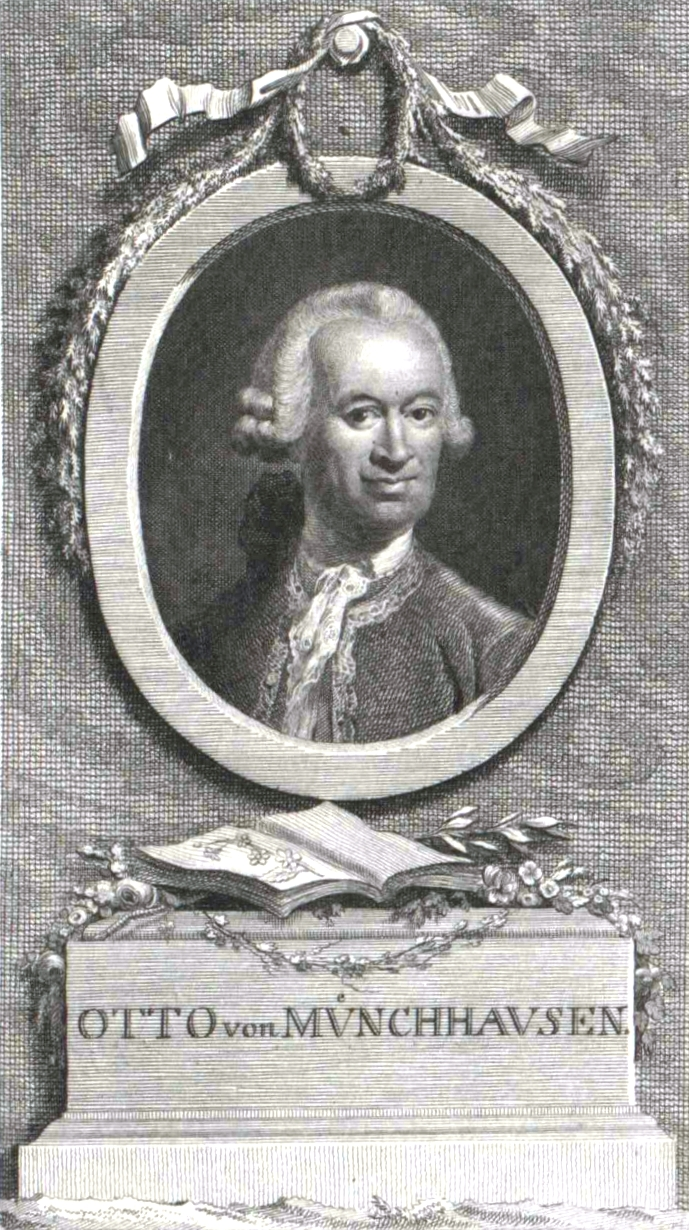
Otto von Münchhausen (1716–1774) német botanikus gombaként írja le az anyarozst

A gabonaszennyezésre utaló ismeretek legrégebbi bizonyítéka egy mezopotámiai kis templomból került elő. Egy a Kr. e. 1900-1700-ból származó mágikus varázslat leírásában a rendellenesen fertőzött gabonát mehru-nak nevezi, míg az ugyanebben az időszakban készült sumér agyagtáblák a nedves gabona vörösödését samona-ként írták le. Egy Kr. e. 600-ból származó asszír agyagtáblán a gabonát érintő betegségekkel foglalkozó írásban „ártalmas gennyre” utaltak a gabona „kalászában” amely valószínűleg az anyarozzsal hozható összefüggésbe.  Kr. e. 550-ben írt egyiptomi Hearst-papiruszon említenek egy készítményt, amelyben anyarozs, olaj és méz keverékét ajánlották a hajnövekedés kezelésére. Kr. e. 370-ben Hippokratész az anyarozst melantionnak nevezte el, megjegyezve, hogy a szülés utáni vérzés megállítására használják. Kr.e. 350 körül a perzsák orvosi leiratában azt tanítják, hogy „ártalmas füvek okozzák a terhes nők méhének eldobását és meghalnak a gyermekágyban”. Kr. e. 322-ben Arisztotelész feltételezte, hogy a gabona rozsdáját meleg gőzök okozzák. Majd Kr. e. 286 körül a görögök arra a következtetésre jutottak, hogy az árpa hajlamosabb a rozsdafertőzésekre, mint a búza, és hogy a szeles mezőkön kevesebb a rozsda, mint a nedves, árnyékos, alacsonyan fekvő mezőkön. A görögök és rómaiak nem fogyasztották a trákok és macedónok rozslisztből készült „fekete kenyereit” ezért az „anyarozsmérgezés” nem volt általánosan ismert náluk. A rozs és a belőle sütött termékek csak a keresztény korban terjedt el szerte Európában, így a járványszerű mérgezések a kilencedik századtól a tizenkilencedik századig általánossá váltak.
Az ergotizmus (anyarozsmérgezés) első dokumentált járványa valószínűleg 944-945-ben történt, amikor Franciaország Aquitane régiójában 20 000 ember halt meg anyarozsmérgezés következtében. Fél évszázaddal később még ennél is több áldozatot követelve 40 000 ember halt meg a „szent tűz” miatt. Az anyarozsjárványok, a középkorban többször is pusztították Európát, így 1581-ben, 1587-ben és 1596-ban Németországban tört ki az ergotizmus. Ezek a járványok részben annak tudhatók be, hogy a rozsot nagyobb mennyiségben termesztették a középkorban, és sokan – különösen a kevésbé gazdagok – fogyasztottak szennyezett rozslisztet. 1597-ben a Marburgi Egyetem tudósai megfigyelték, hogy az ergotizmus jelei gyakran megjelentek a rozs pontosabban a rozsliszt elfogyasztása után, és hogy a "métely" megjelenése valami módon összefüggésbe hozható a hideg, nedves időjárással. 1630-ban megfigyelték, hogy az állatok "megrontott gabonával" való etetése az emberi ergotizmushoz hasonló tüneteket okoz a háziállatokon.
Bár annak elfogadottsága, hogy a tömeges megjelenésű ergotizmus forrása a fertőzött rozshoz köthető, már a 17. század végére megtörtént a járványszerű mérgezések elkerülésére tett első tudatos intézkedések még közel 100 évig várattak magukra. Végül az ergotizmus 1770-es és 1777-es nagy európai kitörései ösztönözték a jogszabályok bevezetését Franciaországban és másutt. A korabeli botanikusok a 18. századig kitartottak amellett a téves nézetük mellett, miszerint az anyarozs a rozsnövény része amit „szuper rozsnak” kell tekinteni, tehát az nem más, mint megnagyobbodott rozsszem. Végül 1764-ben Otto Freiherr von Münchhausen német botanikus gombaként írja le az anyarozsgombát.
Az orvostudományban az európai reneszánsz úgy határozható meg, mint átmenet a középkori, mitikus vallási gyógymódokból a tudományos és experimentális alapokon álló gyógyításba. Az ergotizmus szempontjából a középkor 1582-ben ért véget, amikor Adam Lonicer német orvos először alkalmazott három, az anyarozsból készült őrlemény egy szülésnél a méh összehúzódásának fokozására. A három darab szklerócium összességében körülbelül 0,5 mg alkaloidot tartalmazhatott. Az első – orvosi folyóiratban megjelent – leírás Paulizky  nevéhez fűződik aki az anyarozzsal kapcsolatos tapasztalatait 1787-ben publikálta. Ezt követően az anyarozs „pulvis ad parturn” néven szülészorvosok és bábák által alkalmazott, szülést segítő gyógyszerré vált.
John Stearns (1770 – 1848) amerikai orvos New York állam Orvosi Társaságának elnöke 1807-ben írt levelében hívta fel a figyelmet az anyarozs szülészeti alkalmazásának veszélyeire. Az 1800-as évek elejéig hibás gyakorlatot követve a nyers anyarozst 5–10 g-os dózisban adták a szülés előtti szakaszban a vajúdó anyának, ami a méhizomzat erőteljes összehúzódását a vajúdás gyors és hirtelen megszűnését eredményezte. A szülés beindulása ezzel gyorsítható volt ugyan de a méhizomzat természetellenes, szünet nélküli (tónusos) összehúzódása miatt létrejött vérellátási zavarok miatt, gyakori volt a halvaszületés, méhrepedés, anyai halál. A pulvis ad partum új neve pulvis ad mortem lett. A vajúdás bevezetésében való használata 1822-ben véget ért. A 19. század végére oxitocikumként való használatát gyakorlatilag teljesen elhagyták.
Az anyarozs okozta fertőzések és az azzal kapcsolatos halálesetek száma a 20. században látványosan lecsökkent ugyan de nem tűnt el teljesen. 1951-ben egy kis francia faluban, Pont-Saint-Espritben több száz ember szenvedett hallucinációktól, görcsöktől és érszűkület okozta végtag üszkösödéstől miután szennyezett lisztből készült kenyeret ettek.
A 20. században az anyarozs alkaloidok izolálása, kémiai szerkezetük meghatározása egy új korszak kezdetét jelentette a gyógyászatban. 1905-ben, Henry Hallett Dale fedezte fel hogy a tisztítatlan anyarozs (ergot) kivonata az adrenalinnal, illetve szimpatikus idegingerléssel kiváltható kísérletes szimpatikus tünetek közül sokat gátolni képes. Ezzel a felismeréssel kezdődött a szimpatikusbénítók (szimpatolitikumok) farmakológiája. A szimpatikus túlsúlyt mutató betegségek kezelésére azaddig nem volt gyógyszer.

## Az anyarozsgomba fejlődésciklusa
Anyarozsgomba leggyakrabban a rozsban található, de búzában, árpában és zabban is előfordul. A gabonaféléken kívül majdnem valamennyi pázsitfűfélében (így az angol-, francia- és olaszperjében, az ebfűben, a komócsinban, az ecsetpázsitban, a borjúpázsitban, a nádban, kölesben, néhány sásfélében is) megjelenik. Aratáskor a kiszáradt áttelelő alak az érett anyarozs (szklerócium) a kalászból kipereg, a talajra hullva áttelel, majd tavasszal fertilis sztrómák hajtanak ki belőle. Ezek többesével kialakuló nyeles fejecskék. A fejrész felszínén a palack formájú  termőtestekben (peritéciumokban) fejlődnek nagy számban a spóratömlők (aszkuszok), amelyek mindegyikében 8–8 db hosszúkás aszkospóra található. A talajról a spórákat a szél szállítja a gabona kalászára, ahol annak bibéjét fertőzve a magházon megtapadnak majd fejlődésnek indulnak. A micélium elterebélyesedik a magházon, elroncsolva annak szöveteit. A fejlődő gabonamag felszínén piszkosfehér színű puha micéliumtömeget hoznak létre, amely édes folyadékba (mézharmatba) ágyazódva óriási mennyiségű konidiumot tartalmaz. A termelődő mézharmat kicsepeg a kalászból odacsalogatva a rovarokat, amelyek a beágyazódott konidiospórákat a mézharmattal együtt széthurcolják és megfertőzik a még egészséges kalászokat. Idővel az elsődlegesen fertőzött kalászon a hifafonalak a gabona magházának tápanyagát teljesen felélik, a micéliumtömeg lassan megkeményedik, abbamarad a konidiumtermelés és végül sötétibolyás színezetű, görbült, szarv alakú, szklerócium alakul ki, amit anyarozsnak neveznek.

## A drog jellemzése
A gabona kalászán kifejlödő szklerócium olyan növényi alkotórész amelynek gyógyászati alkalmazása van, tehát orvosi/gyógyszerészi értelemben drognak minősül és mint ilyenhez pontos makroszkopikus és mikroszkopikus leírás tartozik. A drog szinte teljes egészében csak szklerócium, melynek gyógyszerészeti értelemben használt drog neve Secale cornutum amely a Claviceps purpurea nevű, gabonaféléken élősködő gomba szleróciuma. A Secale cornutum makroszkóposan sötét, ibolyafekete felületű, hosszanti irányban barázdált gyakran kicsi keresztirányú repedések láthatók rajta. Enyhén ívelt, 1–4 cm hosszú 2–7 mm vastag orsó alakú vagy tompán háromszögletes, gombaszagú, kellemetlen olajos ízű drog. A porított anyarozs, nátrium-hidroxid-oldattal kezelve erős trimetilamin szagot (halszagot) áraszt. Ultraibolya fényben erős vöröses színt mutat, amelynek révén jelenléte a lisztben kimutatható. Mikroszkópos metszeten lilás külső zóna különíthető el, benne barna, téglalap alakú sejtekkel, amelyek többnyire a sejtpusztulás jeleit mutatják. Közép irányba haladva a pszeudoparenchimában ovális vagy lekerekített sejtek találhatók magas olaj- és fehérjetartalommal. Az itt található sejtek erősen fénytörő sejtfalakkal rendelkeznek amelyek kitin tartalmúak. A cellulóz és a lignin hiányzik a sejtfalakból.

## Anyarozs-alkaloidok
A 19. század végéig az anyarozs medikális használatához a szkleróciumot porították vizes kivonatot készítettek belőle és azzal kezelték a beteget. Annak összetételéről, hatóanyagairól nem volt elképzelésük. A hatóanyagot egységesnek gondolták és nem foglalkoztak annak izolálásával sem. Először 1906-ban állítottak elő kristályos formában farmakológiailag aktív anyagot az anyarozsból, amelyet hosszú ideig egységes vegyületnek fogadtak el és ergotoxin néven került orvosi használatba. Később pontosabb analitikai elemzésekből kiderült, hogy az „ergotoxin” négy nagyon hasonló kémiai szerkezetű alkaloid – az ergokornin, ergokrisztin, ergokriptin és ergozin – keveréke.
Az anyarozs-alkaloidjait kémiai szerkezetük alapján három csoportba sorolják:
Ergometrin csoport
Ergometrin
Ergometrinin
Ergotoxin csoport
Ergokrisztin
Ergokrisztinin
Ergokriptin
Ergokriptinin
Ergokornin
Ergokorninin
Ergotamin csoport
Ergotamin
Ergotaminin
Ergozin
Ergozinin

## Az ergotalkaloidok és az LSD kapcsolata

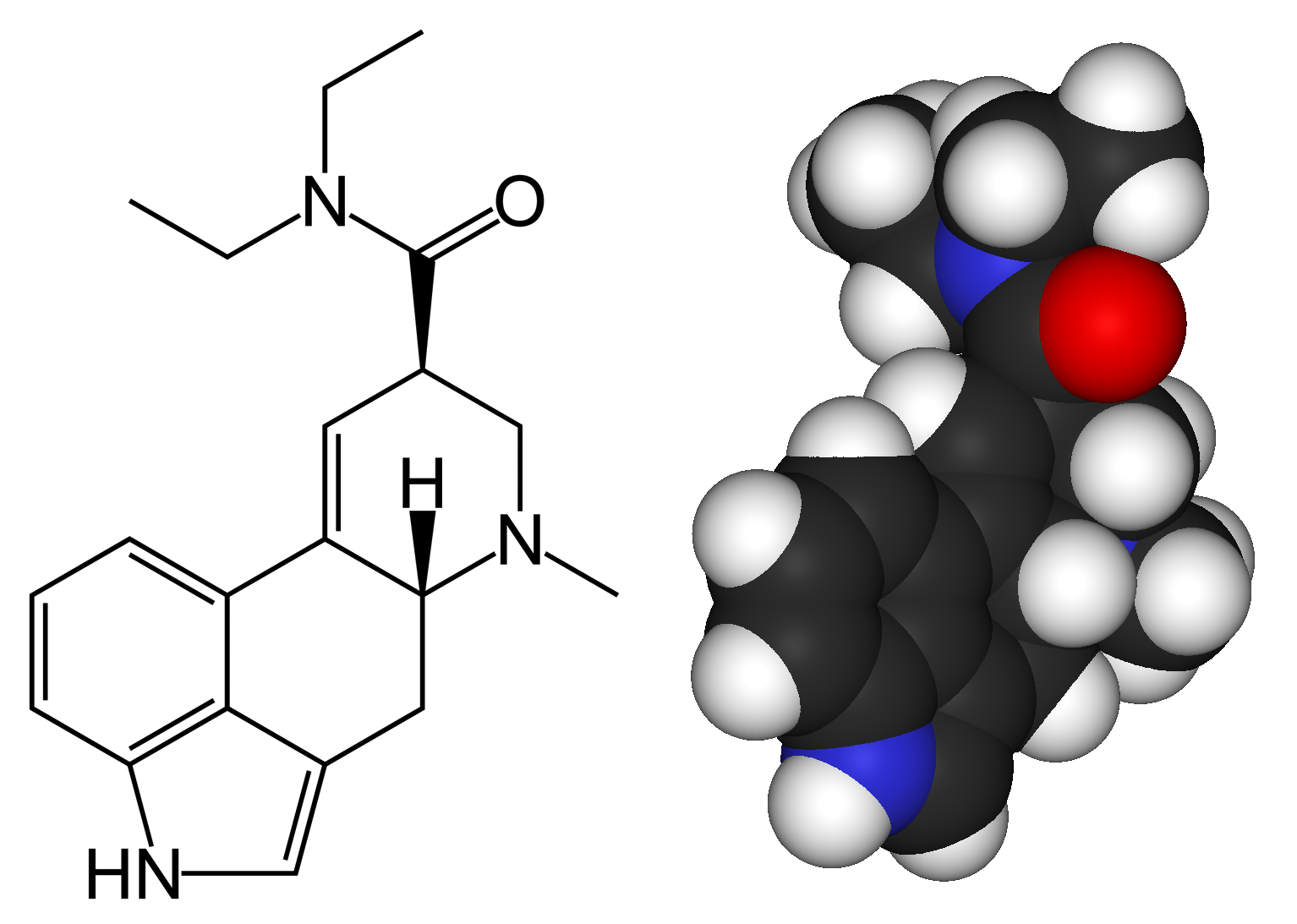
A lizergsav-dietilamid (LSD) szerkezete

1938-ban  Albert Hofmann svájci vegyész az ergotalkaloidok között – részben azok kémiai módosításával – analeptikumokat valamint érszűkítő hatóanyagokat keresett. Az anyarozs alkaloidok között található lizergsav alapváz kémiai módosításának egyik terméke volt az úgynevezett LSD-25 – kémiai nevén lizergsav-dietilamid. Az állatokon végzett  farmakológiai vizsgálatok gyenge hatást mutattak, ezért a szer egy időre „polcra került”. Így a szer hallucinogén hatásai egészen 1943-ig ismeretlenek maradtak. Öt évvel később további vizsgálatok céljából újabb sorozatszintézisekre került sor, melyek során Albert Hofmann enyhe mérgezést szenvedett. A mérgezés pszichés tünetei felkeltették a figyelmét és már tudatosan „óriási” mennyiséget – 250 μg-ot – nyelt le az LSD-25-ből. Ennek hatását úgy írta le, hogy körülötte groteszk, színes álarcot viselő, kaleidoszkópszerű arcokat lát, nyugtalan, izgatott, fejében, végtagjaiban nehézséget érez, mintha ólommal volna megtöltve.
Az anyarozsalkaloidok egyikének kémiai alapváza szolgáltatott kiindulási alapot a halucinogének szintéziséhez amelyek képesek mélyreható befolyást gyakorolni az egészséges elméjű ember gondolkodására, a környezet objektív észlelésének mechanizmusára, a hangulatra, a viselkedésre, anélkül, hogy jelentős eufóriát, pszichostimulációt vagy depressziót okoznának. Ezzel a felfedezéssel egy új fejezet nyilt a farmakológiában megnyitva az utat a halucinogén farmakonok fejlesztése előtt.

## Tulajdonságai
Az anyarozst mesterségesen fertőzött gabonatáblákon termesztik a gyógyszeripari felhasználása miatt (pl. anyaméh-összehúzó, vérzéscsillapító, vérnyomáscsökkentő hatása), mert mint obligát parazita, fermentációs tenyésztése nehézkes. A tenyészetek sterilitása alapkérdés, a tenyésztés körülményei sok esetben törzsre, illetve előállító cégre specifikusak. A C. purpureán kívül a C. paspalit, és a C. fusiformist is felhasználják az alfa-hidroxi-etil-lizerg-amid (D-lizergsav) előállításához. Ezt később félszintetikus alkaloidok előállítására használják.

## Szent Antal tüze
Régebben a „Szent Antal tüze” nevű betegségnek (ergotizmus) az anyarozsmérgezés volt az okozója. Írott emlékeinkben a „Szent Antal tüze” elnevezés először Melius Herbariumában (1587) fordul elő, „erysipelas, azaz cangraena, azaz ignis sacer, azaz Szent Antal tüze”, ugyanitt a „tüzes orbánc” elnevezés is szerepel.

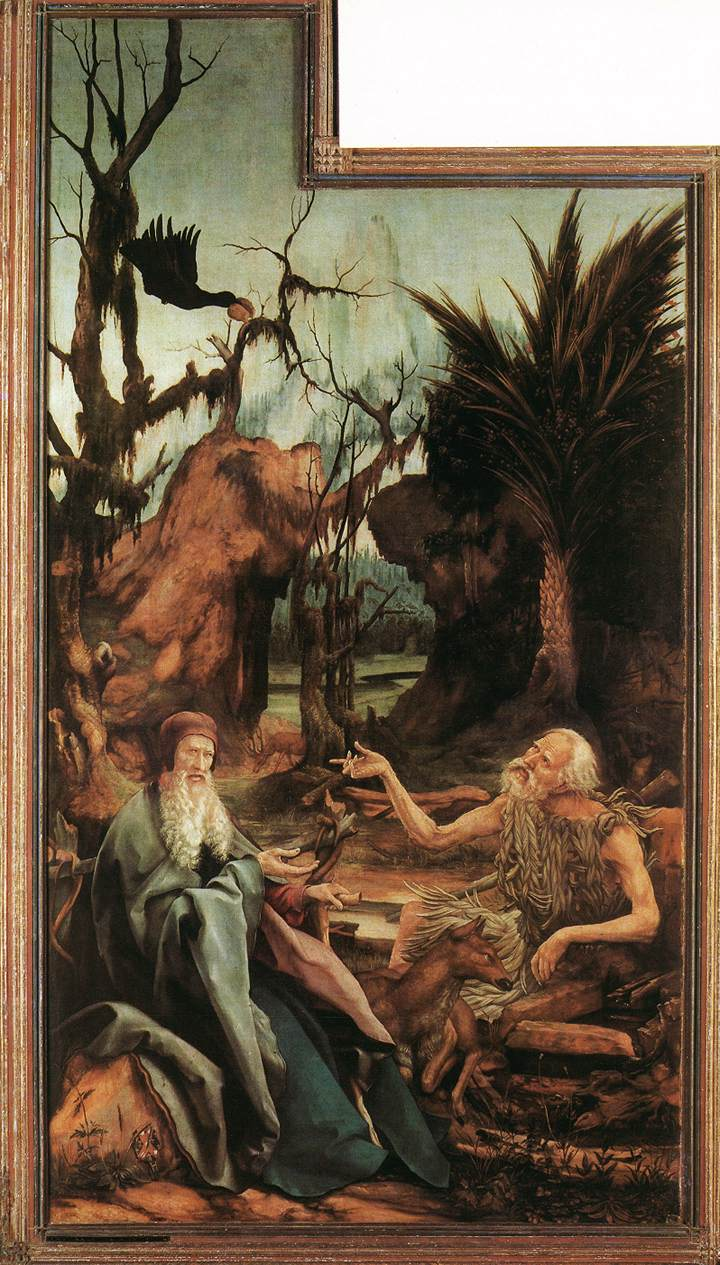
Matthias Grünewald: Oltárkép, Isenheim, 1515
(Bal oldalon Remete Szent Antal és Remete Szent Pál. Az isenheimi Remete Szent Antal kolostorának szerzetesei híresek voltak a különböző bőrbetegségek sikeres kezeléséről. Emellett az ergotizmus – Szent Antal tüze – nevű betegség szakértői is voltak)

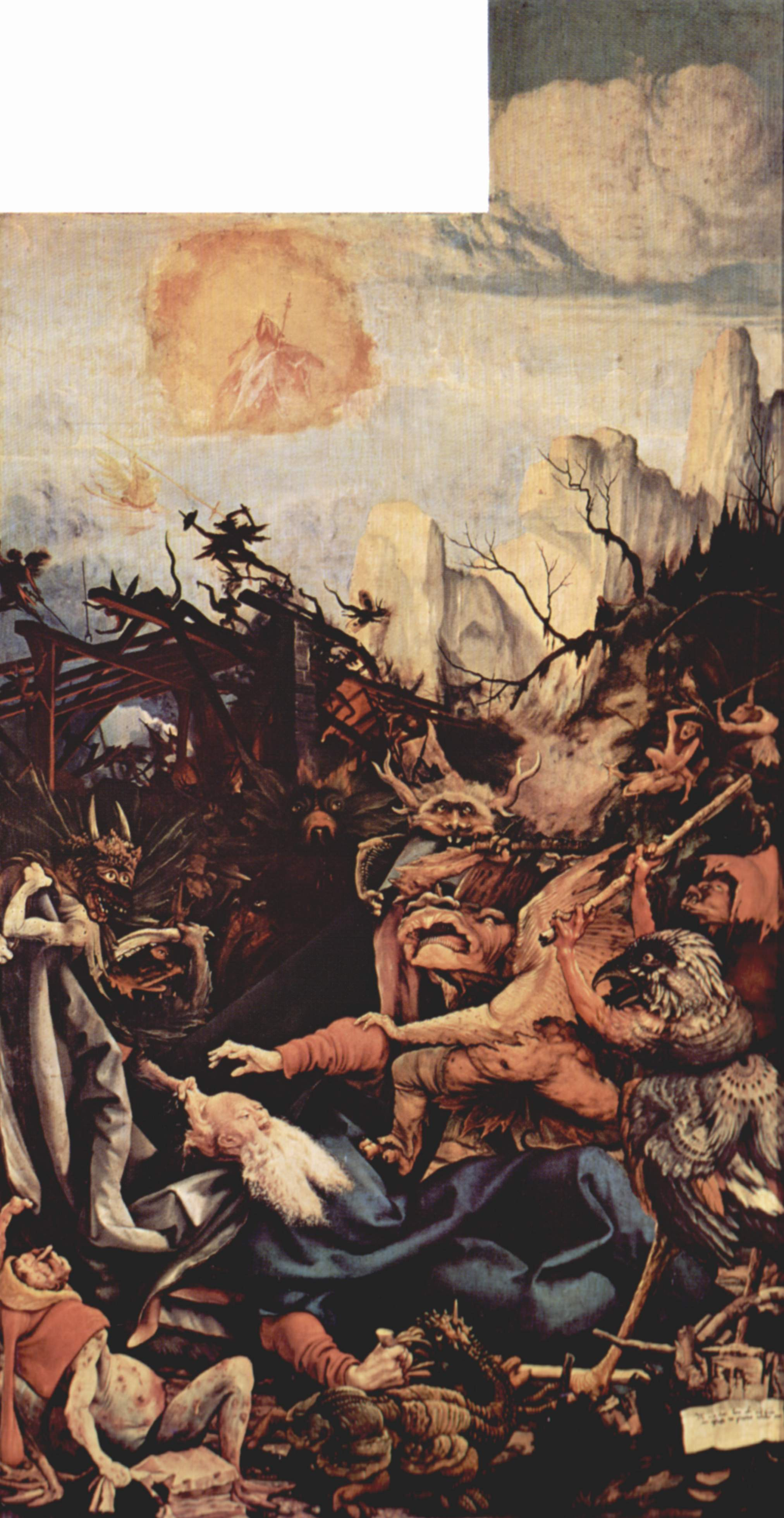
Matthias Grünewald: Oltárkép, Isenheim, 1515 (az oltárkép jobb oldali szárnya: Szent Antal tüze)

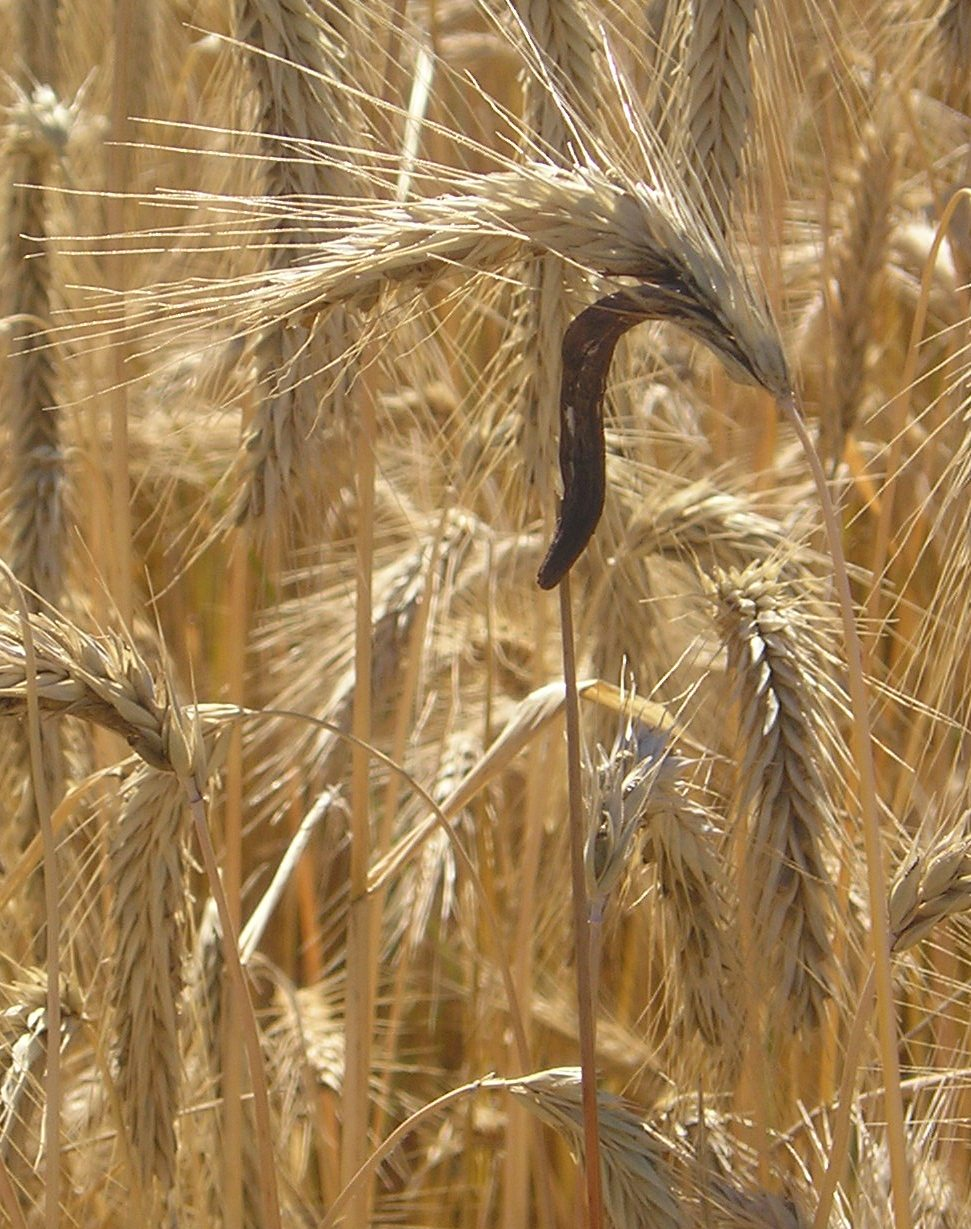
Anyarozs vagy varjúköröm a kalászban

Szent Antal tüze (ergotizmus, krónikus intoxikáció), azaz anyarozsmérgezés. A Remete Szent Antal szerzetesrend egyik célkitűzése az volt, hogy az igen nagy hatású ergotalkaloidákat tartalmazó anyarozs (Claviceps purpurea) szennyeződés nélküli gabonát, illetve lisztet bocsásson a lakosság részére. A középkorban és még később is, a nem kellően tisztított gabonaliszt miatt számos súlyos, látszólag járványszerű – valójában tömeges mérgezés: ergotizmus (ignis sacer) – megbetegedés fordult elő. Különös betegség volt ez: csak bizonyos országokban, Európa középső sávjában, főleg bizonyos néprétegekben; bizonyos évszakokban és években jelentkezett. Az anyarozs alkaloidák okozta ergotizmus gangraenosus és az orbánc külső tüneteinek hasonlósága miatt hosszú ideig azonosították a két betegséget.
Az anyarozsmérgezés betegségének neve ergotizmus: égő fájdalmakkal kezdődik, amit az egyik típusában az ujjak, a kéz- és lábfejek elhalása követ, és a megfeketedett, mumifikálódott végtag vérzés nélkül letörik. A másik formáját bizserkórnak is nevezik, mert a fájdalom mellé bizsergés társul, majd epilepsziaszerű görcsök következnek. A középkorban vétkek büntetésének tartották ezt a betegséget.
„Szent tűz”-nek nevezték, majd Remete Szent Antal ereklyéivel hozták összefüggésbe: „Szent Antal tüze” lett a neve, és hittek abban, hogy a gyógyulásra egyedül akkor van remény, ha a beteg elzarándokol Egyiptomba, Remete Szent Antal sírjához. Az ergotizmus leginkább az ínséges időkben lépett fel, aminek előzménye az volt, hogy a rozs egyenlőtlenül, ritkásan kelt ki, gyengén fejlődött, hosszan virágzott, így az anyarozs elszaporodott, és a megőrölt gabonának negyed- vagy annál nagyobb részét is alkothatta. Az ebből sütött kenyér fekete, de nem rossz ízű, és a tünetek sokszor csak néhány nap vagy hét lappangás után jelentkeznek. Ez is az oka volt, hogy csak az 1770–71-es nagy járvány idején ismerték fel a fertőzött gabona és a megbetegedés közti összefüggést. A korszerű malomipar fejlődésével a tömeges mérgezések megszűntek, a Szent Antal tüze név megmaradt, és már majdnem kizárólag csak az orbánc jelölésére szolgál.
Az anyarozs-mérgezés középkori gyógymódjai Remete Szent Antallal voltak kapcsolatosak: nem volt szabad Remete Szent Antal napján (január 17., június 13., kedden és pénteken) lisztbe nyúlni. Liszttel kellett gyógyítani a beteget (liszttel beszórni, lisztbe hengergetni, kifordított lisztes vagy tarhonyás zsákkal megverni, liszteszsákba bújtatni, kenyérfenékről lekapart liszttel behinteni). A gyógyítást – „tűznek tűz a legjobb orvossága” – csak Antal nevű személy (lehetőleg hetedik gyerek) végezhette acéllal, kovával. Azzal a vízzel is gyógyítottak, amelyben a kovács a tüzes vasat hűtötte, vagy amivel a parazsat locsolta.

## Békésy Miklós
A Nobel-díjas Békésy György öccse Békésy Miklós, 1954-ben Kossuth-díjat kapott az anyarozs termesztés fejlesztéséért végzett kutatásaiért. Hosszú éveken át tartó kísérletezésével eljárást dolgozott ki, amellyel mesterségesen meg lehet fertőzni a rozs vetőmagját és így a gyógyszeripari alapanyagot nagyüzemi körülmények között lehet termeszteni. A Kossuth-díjat az indoklás szerint az anyarozs mesterséges termesztésének megoldásáért kapta, amely lehetővé tette, hogy a népgazdaság 1953-ban 100 százalékosan túlteljesítse az anyarozs fejlesztési tervét.